# سلسة ثقب النانو

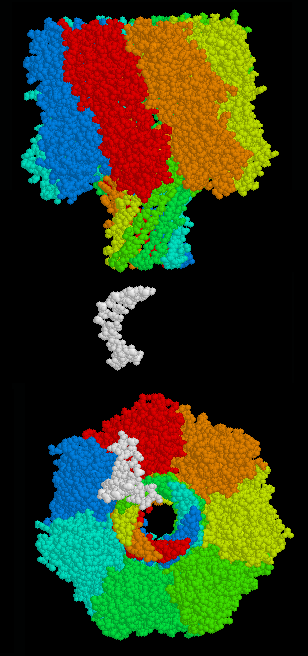
ثقب ألفا هيمولوسين (والمكون من سبع واحداتٍ متماثلةٍ فرعيةٍ ذات سبعة ألوانٍ منفصلةٍ) بالإضافة إلى خيطٍ فرديٍ من الحمض الريبي النووي (باللون الأبيض) بنفس المقياس لتوضيح تأثيرات الحمض النووي على المواصلة عند التحرك عبر ثقب النانو. وفي الأسفل منظر متعامد لنفس الجزيئات.

ما زالت سلسلة ثقب النانو (بالإنجليزية:  Nanopore sequencing)‏ في نطاق التطوير منذ عام 1995 ، بهدف تحديد الترتيب الذي تحدث فيه النوكليوتيدات (النوويدات) في الحمض النووي.
وهنا نلاحظ أن ثقب النانو ما هو إلا ثقبٌ صغيرٌ، لا تزيد أبعاده عن القطر الداخلي عن واحد نانومتر. هذا وتُعَدُ بعض البروتينات الخلوية عبر الأغشية بمثابة ثقابٍ نانويةٍ، كما أنه يمكن تكوين الثقوب النانوية من خلال خرط ثقبٍ كبيرٍ إلى حدٍ ما (تصل أبعاده إلى عشراتٍ معدودةٍ من النانومترات) وذلك ضمن قطعةٍ من السيليكون، ثم يتم ملئها تدريجياً باستخدام طرائق النحت بالشعاع الأيوني (بالإنجليزية:  Ion-beam sculpting)‏ والتي ينجم عنها ثقباً أصغر بكثيرٍ في قطره: وهو ما يُعْرَفُ باسم ثقب النانو.
مما يجعل من الضروري توضيح طريقة تعامل النظرية القائمة وراء سلسلة ثقب النانو لما يحدث في حالة انغماس ثقب النانو في سائلٍ موصلٍ وانتشار جهد التيار عبره: حيث يمكن ملاحظة تحت تلك الظروف مرور تيارٍ كهربائيٍ خفيفٍ بسبب توصيل الأيونات عبر ثقب النانو، كما أن كمية التيار تُعَدُ حساسةٌ جداً لحجم وشكل ثقب النانو. فلو مرت نوكليوتيداتٍ (قواعدٍ) فرديةٍ أو خيوط الحمض الريبي النووي عبر ثقبٍ للنانو، فقد يؤدي هذا إلى تغيير السمات في مقدار التيار عبر ثقب النانو هذا.
ويمكن تمرير الحمض الريبي النووي عبر ثقب النانو للعديد من الأسباب، والتي منها على سبيل المثال أن عملية الرحلان الكهربائي (الهجرة الكهربائية) قد تجتذب الحمض النووي صوب ثقب النانو، كما أنه قد يمر في نهاية المطاف من خلاله. أو أن الإنزيمات المتصلة بثقب النانو قد ترشد وتوجه الحمض النووي صوب ثقب النانو. هذا ويعني مقياس ثقب النانو أن الحمض النووي قد يكون ملزماً للمرور عبر الثقب كخيطٍ طويلٍ، قاعدةً واحدةً (نوكليوتيد) في كل مرةٍ، وليس كمثل مرور الخيط عبر عين الإبرة. وبوقوع مثل ذلك الأمر، قد يُعيق أو يُعرقل كل نوكليوتيد على جزيء الحمض النووي ثقب النانو بدرجةٍ مختلفةٍ متميزةٍ. مما يجعل كمية أو مقدار التيار التي تمر عبر ثقب النانو متغيرةً في أية لحظةٍ بُناءً على ما إذا كان ثقب النانو قد تم إعاقته وحجبه بواسطة A، C، G أو T. ويوفر التغير في التيار المار عبر ثقب النانو، مع مرور جزيء الحمض النووي الريبي عبر ثقب النانو، قراءةً مباشرةً لسلسلة الحمض النووي. وبدلاً من ذلك، فقد يُسْتَخْدَمُ ثقب النانو لتحديد قواعد الحمض الريبي النووي الفردية مع مرورها عبر ثقب النانو في الترتيب الصحيح – حيث أوضح البروفيسور هاغان بارلي وشركة أكسفورد لتقنيات ثقب النانو ذلك المدخل البحثي الجديد.
ويتمثل الجهد في أنه يمكن تسلسل جزيءٍ واحدٍ مفردٍ من الحمض الريبي النووي مباشرةً باستخدام ثقب النانو، وذلك بدون الحاجة إلى خطوة تضخيم تفاعل البوليميراز المتسلسل التدخلي أو خطوة الترميز الكيميائي أو حتى الحاجة إلى استخدام الأجهزة البصرية لتحديد المسمى الكيميائي. ما زالت، حتى يوليو 2010، المعلومات المتوفرة أمام العامة تشير إلى أن ثقب النانو ما زال في طور التطوير والتنمية، مع توفر بعض البيانات المختبرية لدعم المكونات المختلفة لطريقة التسلسل، إلا أنها ما زالت غير متاحةٍ بعد للاستخدامات التجارية، أو متوازيةٍ أو حتى اقتصاديةٍ التكلفة بصورةٍ كافيةٍ للتنافس مع طرق «سلسلة الجيل القادم» والتي تم الإعلان عنها. وكانت شركات كلٍ من تقنيات أكسفورد لثقوب النانو (بالإنجليزية:  Oxford Nanopore Technologies)‏ (من خلال تطوير سلسلة النيكليز الخارجي المباشر وسلسلة ضفيرة الحمض النووي باستخدام ثقوب البروتين النانوية، بالإضافة إلى سلسلة المواد الصلبة عبر عملية R&D الداخلية والتعاون المشترك مع المعاهد الأكاديمية المتخصصة)، وشركة NabSys (باستخدام مكتبة مسابير الحمض الريبي النووي وباستخدام ثقوب النانو لاكتشاف الأماكن التي تم تهجين تلك المسابير بها لتصبح ضفيرةٍ مفردةٍ للحمض الريبي النووي) بالإضافة إلى شركة NobleGen (من خلال استخدام ثقوب النانو مع رقع النيون (بالإنجليزية:  fluorescent label)‏) قد قاموا بتطوير أساليب تحليل الحمض النووي القائمة على ثقب النانو صناعياً. في حين قامت شركة آي بي إم بملاحظة المشاريع البحثية على صور محاكاة الحاسوب للانتقال المكاني لضفيرة الحمض الريبي النووي عبر ثقب النانو الصلب، ولكن ليس تلك المشروعات القائمة على تحديد قواعد الحمض الريبي النووي على تلك الضفيرة.
إلا أن أحد التحديات التي تواجه طريقة «'تسلسل الضفيرة '» يتمثل في تنقية الطريقة لتحسين ثباتها لتصبح قادرةً على اكتشاف القواعد الفردية. وفي طرائف الأبحاث الأولى، كانت هناك حاجةٌ إلى تكرار النوكليوتيد نحو 100 مرةٍ بنجاحٍ في سلسلةٍ، وذلك بهدف إحداث تغيراً مميزٍ يمكن قياسه. إلا أن الثبات المنخفض هذا يرجع إلى حقيقة أن ضفيرة الحمض النووي تتحرك سريعاً بمعدلٍ يتراوح من 1 إلى 5 ميكروثانيةً لكل قاعدةٍ عبر ثقب النانو. مما جعل عملية التسجيل صعبة ومنصبة على الضوضاء الخلفية، مما جعلها تفشل في تحقيق ثبات النوكليوتيد المفرد. إلا أنه تم مواجهة تلك المشكلة إما من خلال تحسين تقنية التسجيل أو بواسطة ضبط سرعة ضفيرة الحمض النووي بواسطة العديد من خطط هندسة البروتين. هذا وقد تم مؤخراً توضيح تأثيرات القواعد الفردية بسبب البنية الثانوية أو النوكليوتيدات الأحادية المنبعثة (المنطلقة). كما افترض البروفيسور هاغان باي لاي، مؤسس شركة أوكسفورد لثقوب النانو، مؤخراً أن إنشاء موقعين للتمييز والإدراك داخل ثقب ألفا هيمولوسين (بالإنجليزية:  alpha hemolysin pore)‏ قد يسمح بتداول المزايا في تمييز القاعدة.
في حين تتمثل إحدى تحديات «منهجية النيوكليس الخارجي»، حيث يُغَذِّي الإنزيم العلاجي القواعد الفردية، في الترتيب الصحيح، وداخل ثقب النانو، في دمج أنظمة النيوكليس الخارجي واكتشاف ثقب النانو. وعلى الأخص، تتمثل المشكلة في أنه عندما يُحَلميء (يسكر الرابطة الكيميائية) النيوكليس الخارجي روابط phosphodieseter بين النوكليوتيدات في الحمض النووي، فليس من الضروري أن يتم اعتماد النوكليوتيد المنطلق ليتحرك مباشرةً صوب ثقب alpha-hemolysin النانوي. وأحد الأفكار تتمثل في أن يتم توصيل النيوكليس الخارجي بثقب النانو، والذي قد يحدث عبر Biotinylation إلى إنزيم الحالة الدموية (هيموليسين) بيتا بارل (بالإنجليزية:  beta barrel hemolsyin)‏. فقد يصطف الثقب الفردي للبروتين مع الرواسب المتغيرة المرتبة ومن ثم تظهر الشحنات الموجبة والسالبة على الجوانب المتقابلة للثقب. على الرغم من ذلك، تُعَدُ تلك الآلية مميزةٍ مبدئياً ولا تشكل آليةً لإرشاد وتوجيه النوكليوتيدات في دربها الخاص.

## التسويق
كانت مختبرات أليغانت هي الأولى لترخص وتطور ثقوب النانو ، إلا أنه ليس لها أية أبحاثٍ استكشافيةٍ خاصةٍ في المجال.
في حين سجلت شركة أكسفورد لتقنبات ثقب النانو في عام 2008 ترخيصاً للتقانة من كلٍ من هارفارد وجامعة كاليفورنيا في سانتا كروز وجامعاتٍ أخرى ، كما أنها تقوم بتطوير تقانة ثقوب النانو الصلبة والبروتينية بهدف تستسل الحمض النووي وتحديد الدلالات الحيوية، تعاطي العقاقير، ووعدداً آخراً من الجزيئات.
كما قامت شركة Sequenom باستخراج ترخيص عملٍ في مجال تقانة الصغائر من هارفارد في عام 2007  باستخدام تلك المنهجية التي تجمع ثقوب النانو وملصقات النيون. ثم ما لبثت شركة Noblegen أن رخصت نفس التقانة.
هذا وتُعَدُ شركة NABsys مشتقة من جامعة براون وتقوم بالبحث في مجال ثقوب النانو كطريقةٍ لتحديد مناطق الحمض النووي الضفيري الفردي والذي تم تهجينه باستخدام مسابير الحمض النووي الخاصة.

## تطبيقات

### تشخيص السرطان عبر الميكرو ARN
الميكرو ARN (miARN) هي جزيئات صغيرة من ال ARN غير المشفرة، يتم إنتاجها بشكل داخلي، و تلعب دورًا في تنظيم التعبير الجيني. غالبًا ما يرتبط مستوى تعبيرها بمختلف الأمراض. وقد استخدمت دراسة ثقب alpha-hemolysin النانوي للكشف بشكل انتقائي عن miARN على مستوى جزيء واحد في عينات بلازما من مرضى سرطان الرئة.

## اقرأ أيضا
- ثقب النانو